# わらびもち

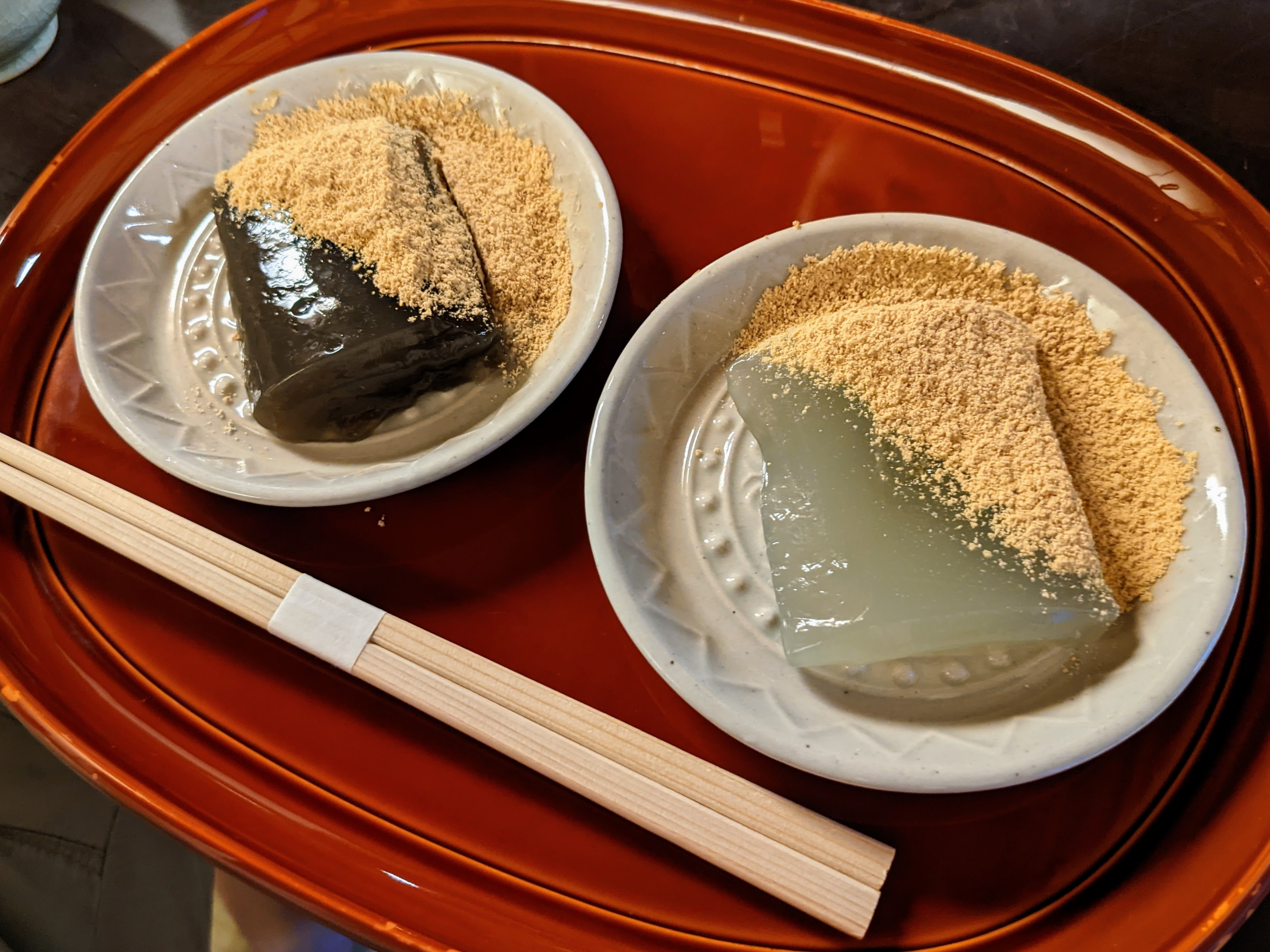
きな粉のかかった純本わらび餅(左）と
生わらび餅（右）

わらびもち（わらび餅、蕨餅）は、わらび粉を原料とする柔らかく口どけの良い和菓子である。
きな粉や抹茶の粉、黒蜜をかけて食べるのが一般的となっている。

## 製法
製法の一例は下記の通りである。
- わらび粉に水と砂糖等を混ぜる。
- 火にかけてデンプンを糊化させる事でドロドロにする。
- これを常温で10分くらい冷ます。

これにきな粉をふり、さらに黒蜜をかけて食べるとより美味となる。抹茶をわらび粉に混ぜて作ったものや、きな粉の代わりに抹茶をふった種類もある。
わらび粉はワラビの地下茎から得られるデンプンだが、高価なので芋やタピオカや葛などのデンプンを混ぜたものを用いる場合も多い。
なお、上述の作り方だと、時間をおいたり、冷蔵庫で冷やすなどすると、デンプンの老化により再び固くなってしまうが、トレハロースを混ぜておく事でこれを防ぐことができる。

## 歴史と産地
後醍醐天皇が好物としており、太夫の位を授けたという言い伝えがあり、そこからわらび餅の異名を岡大夫とも言う。そのいわれが寛永19年（1642年）に書写された大蔵虎明能狂言集（大蔵虎明本）の「岡太夫」に古い言い伝えとして書かれている。また同時に凶作に見舞われた農家の非常食でもあったという言い伝えもある。
東海道の日坂宿（現在の静岡県掛川市日坂）の名物としても知られており、谷宗牧の東国紀行（天文13-14年、1544年-1545年）には、「年たけて又くふへしと思ひきや蕨もちゐも命成けり」と、かつて食べたことのあるわらび餅を年をとってから再度食べたことについての歌が詠まれている。ただし掛川周辺は鎌倉時代から歌に歌われるほどの葛布の名産地であり、林道春（林羅山）の「丙辰紀行」（元和2年、1616年）にはこの日坂のわらび餅について、「或は葛の粉をまぜて蒸餅とし。豆の粉に塩を加えて旅人にすすむ。人その蕨餅なりとしりて。其葛餅といふことをしらず。」とあり、天明6年（1786年）頃の「東街便覧図略」にも、「蕨餅とハ言へと実は掛川の葛の粉を以って作れる也」ともある。
奈良県はわらび粉の名産地であり、奈良や近くの京都ではわらび餅の名店が数多く見られる。京都では餡入りの蕨餅が古くから親しまれてきた 。また夏のイメージが強いが和菓子店で売られている本蕨を使った餡入りタイプのわらび餅は保存に向かないため、夏の間は販売されていないことが多い。

## 移動販売
一部地域において夏季限定や不定期にわらび餅の移動販売を行う業者がおり、夏の風物詩となっている。
静岡県浜松市ではリアカーを引いてわらび餅を売り歩く移動販売屋がいる。早朝にわらび餅の仕込みを行い、昼前から店や常連客の家を巡りながら売り歩く。販売時期は5月から9月上旬までである。同業者は時代の流行により近年では減少傾向にある 。
愛知県名古屋市では『わらび～もち、わらび～もち、冷たくて～おいしいよ～』、大阪府では『わらび～もち、かきごおり～』などの歌をスピーカーで鳴らしながら、わらび餅の移動販売を行う車がある 。
東京都墨田区にあるきびだんご専門店の『吉備子屋』は、谷根千地域において2週に1度ほどの間隔で移動販売を行う 。天候に左右されるため定期的ではないが、リアカーを引き売り歩く様式で、串わらび餅ときびだんごを客寄せの太鼓を叩きながら販売している。

## ギャラリー

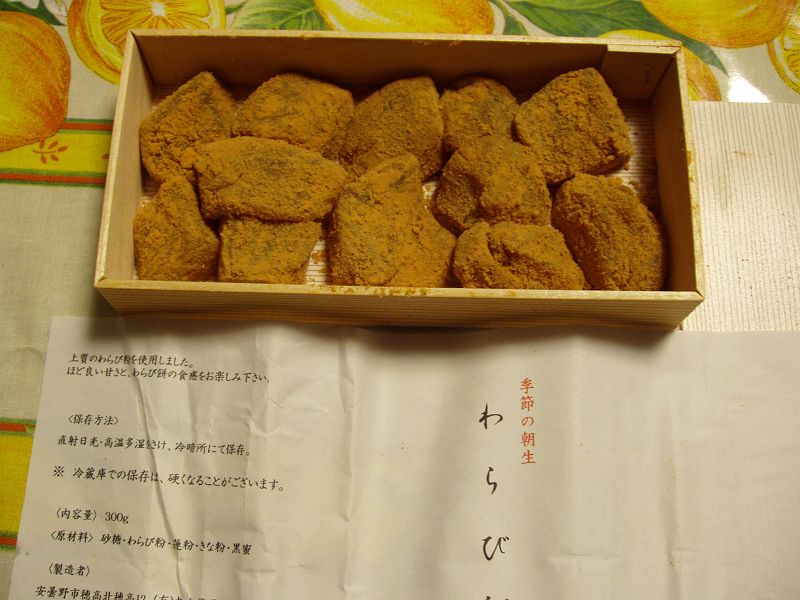
安曇野 わらび餅
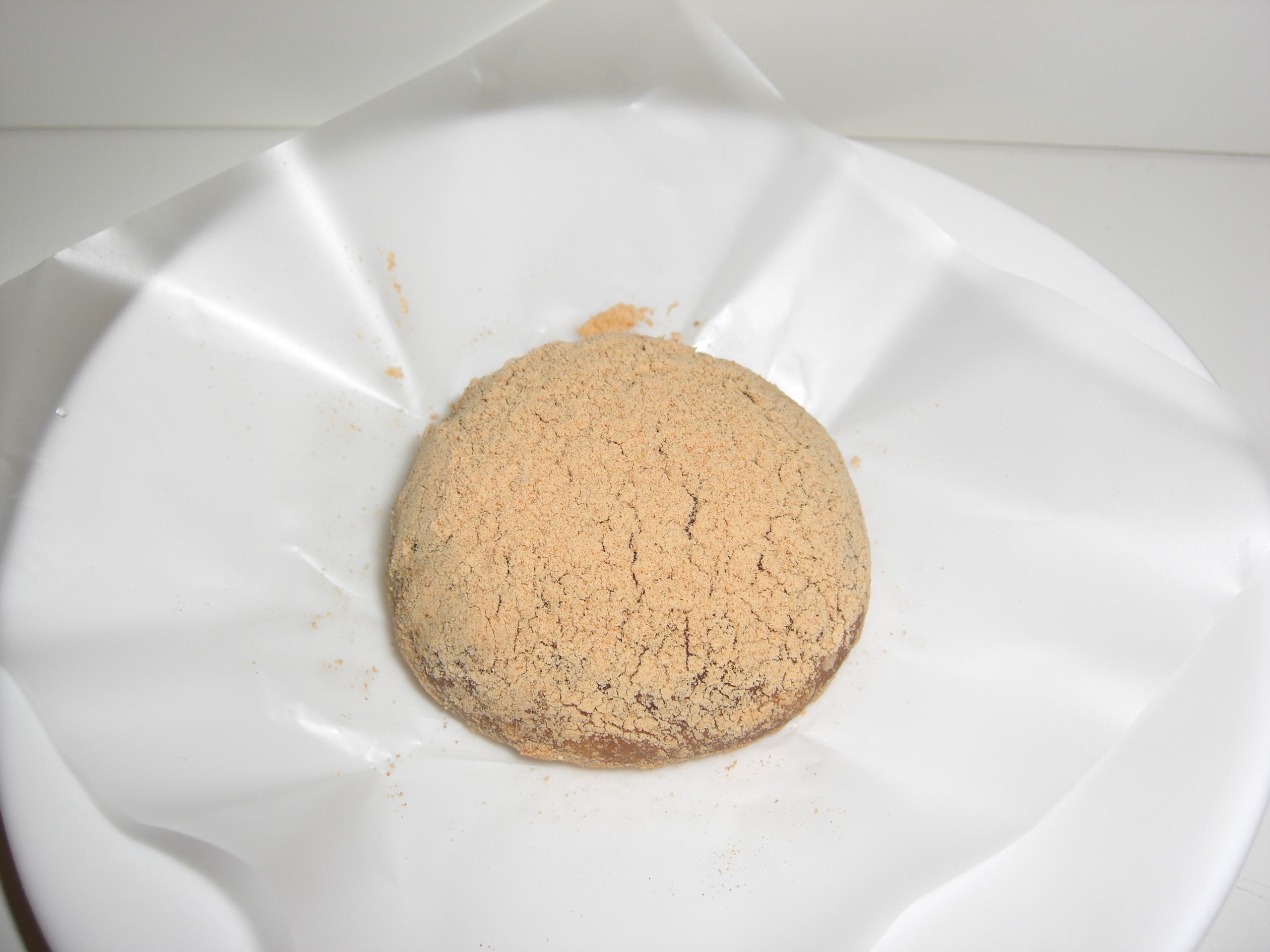
芳光のわらび餅
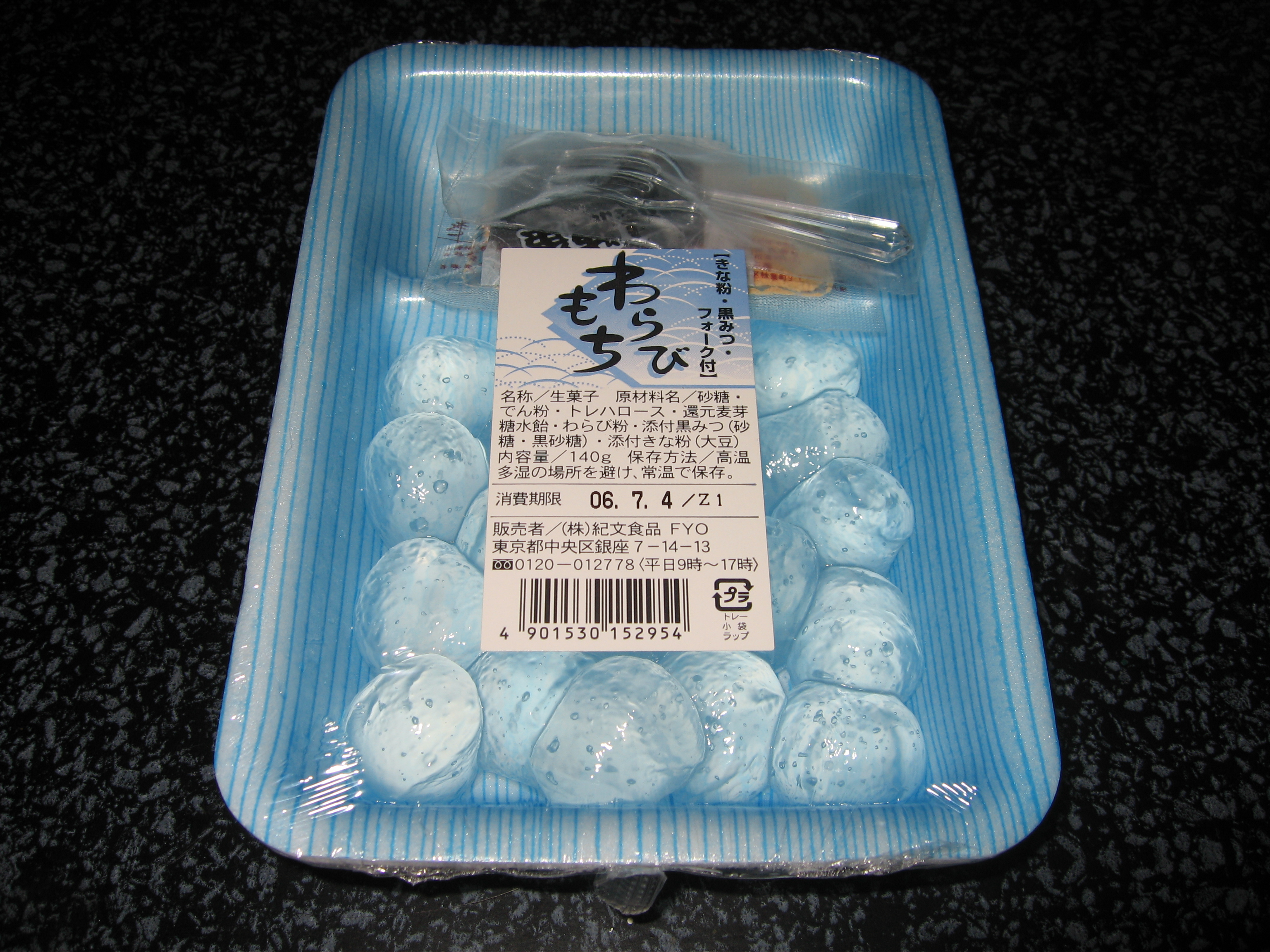
スーパーマーケットで 売っているわらび餅①
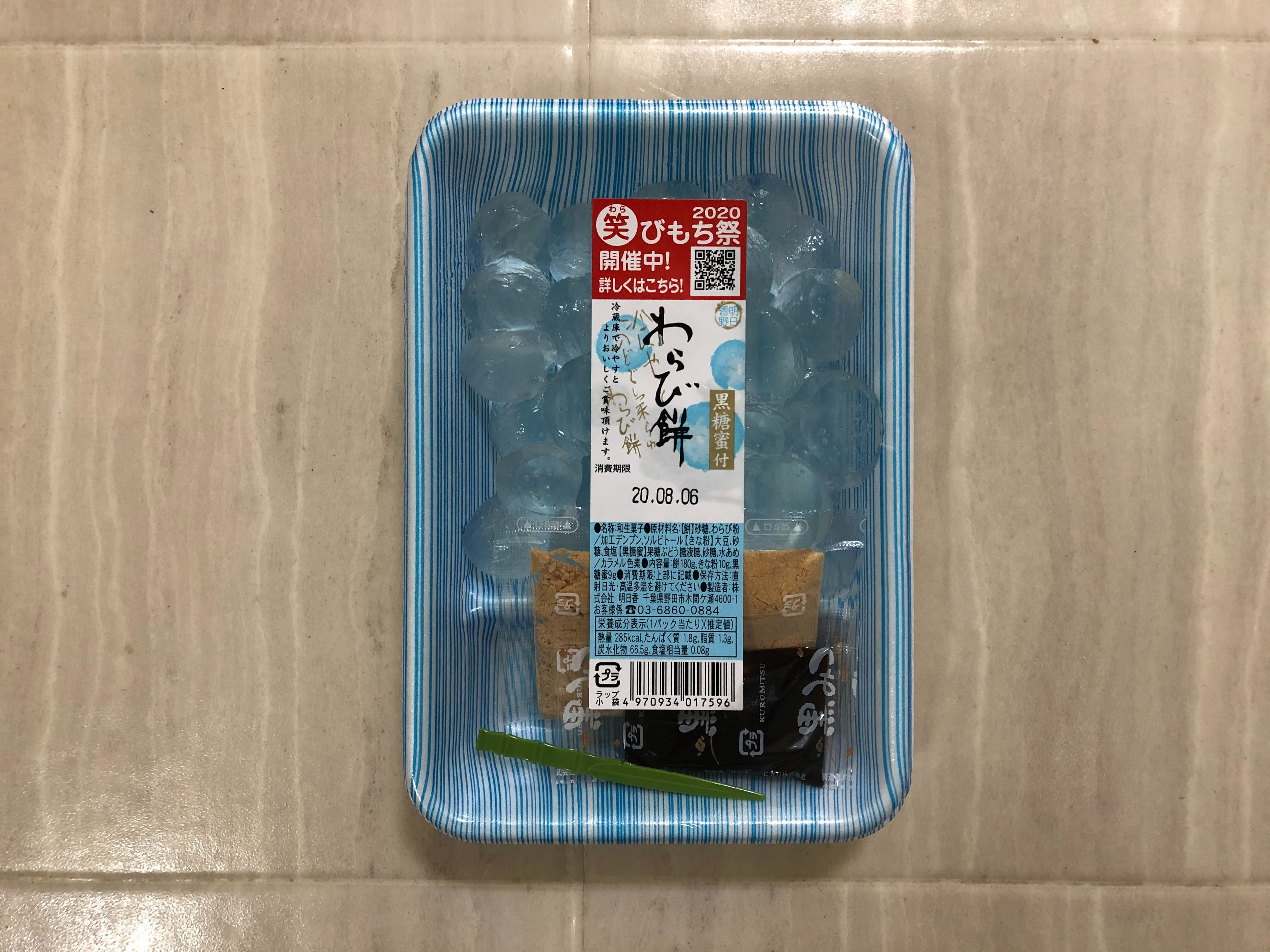
スーパーマーケットで 売っているわらび餅②